# 东洲区
東洲區，舊名露天區，是辽宁省抚顺市下辖的一个市辖区。區人民政府駐搭連街道。

## 行政区划
东洲区下辖7个街道办事处、2个镇、2个乡：
东洲街道、搭连街道、龙凤街道、新屯街道、万新街道、老虎台街道、章党街道、章党镇、哈达镇、碾盘乡和兰山乡。

## 人口
根據第七次人口普查數據，截至2020年11月1日零時，東洲區常住人口為236731人。